# نادي كوانغ نام
نادي كوانغ نام (بالفيتنامية:Câu lạc bộ Bóng đá Quảng Nam)، هو نادي رياضي فيتنامي لكرة القدم، تأسس سنة 1997م، وهو يلعب في الدوري الفيتنامي لكرة القدم الدرجة الأولى، حقق لقب الدوري الفيتنامي الدرجة الثانية للمرة الأولى في تاريخه عام 2013م.